# Katastrofa lotu Air France 009
Katastrofa lotu Air France 009 – katastrofa lotnicza samolotu Lockheed L-749-79-46 Constellation należącego do linii Air France, do której doszło 28 października 1949 w na wyspie São Miguel (Azory) w Portugalii. W jej wyniku śmierć poniosło 48 osób (37 pasażerów i 11 członków załogi), wszystkie osoby na pokładzie samolotu.
Ówcześnie była to najtragiczniejsza katastrofa lotnicza w Portugalii oraz najtragiczniejsza z udziałem Lockheed Constellation.

## Wypadek
O godzinie 02:51 pilot zgłosił, że znajduje się na wysokości 3000 stóp (910 m) i ma lotnisko w zasięgu wzroku. Nie otrzymano żadnego kolejnego komunikatu, więc rozpoczęto poszukiwania.
Samolot rozbił się na grzbiecie góry między Pico da Vara i Pico Redondo na wyspie São Miguel, 97 km od lotniska.

## Ofiary
Wśród ofiar znaleźli się:

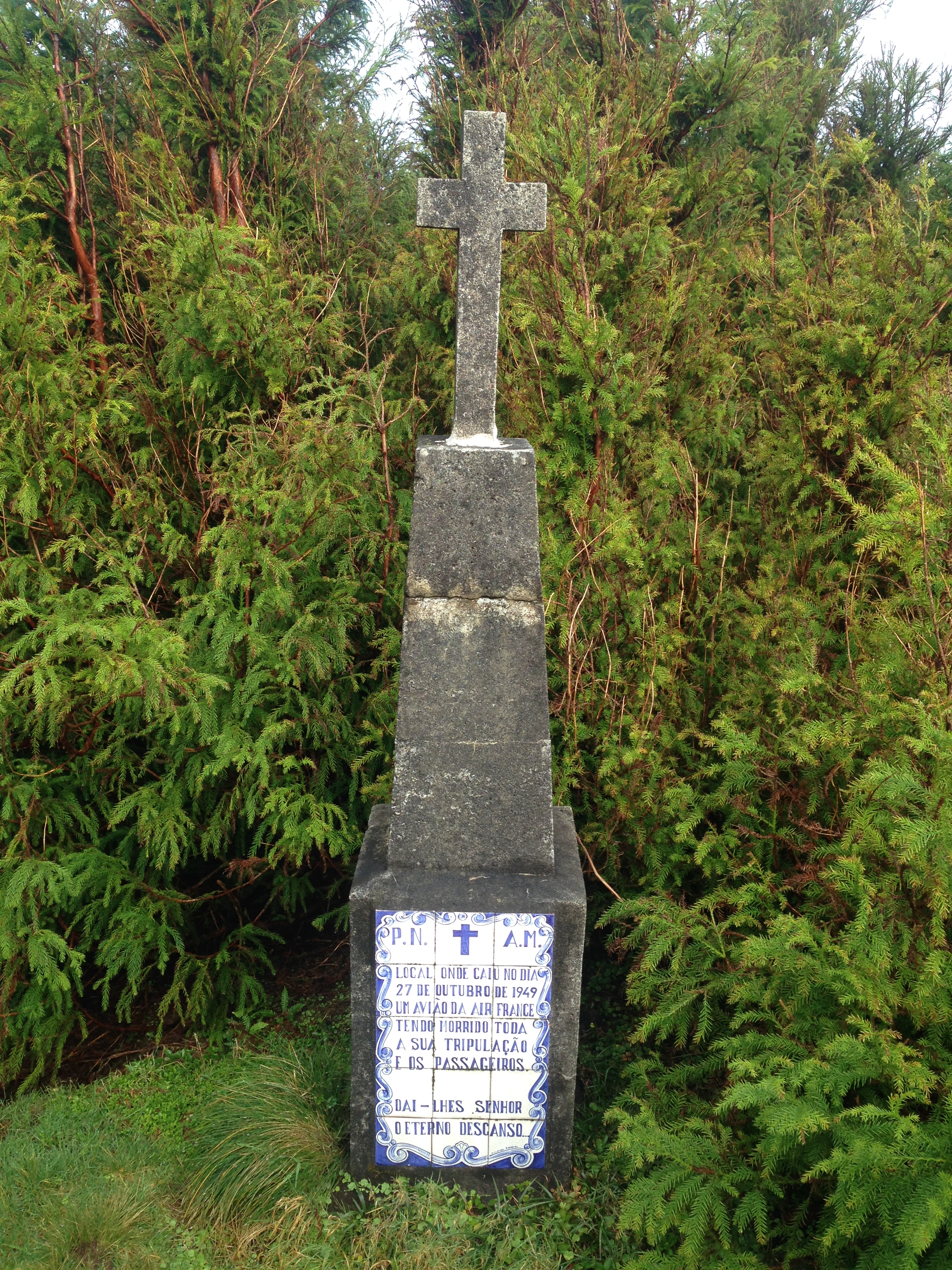
Pomnik upamiętniający ofiary katastrofy

- francuski bokser, były mistrz świata w wadze średniej Marcel Cerdan.
- francuska skrzypaczka Ginette Neveu.
- francuski artysta Bernard Boutet de Monvel(inne języki).
- amerykański dyrektor ds. merchandisingu The Walt Disney Company Kay Kamen(inne języki).

## Dochodzenie
Śledztwo wykazało, że przyczyną wypadku był kontrolowany lot ku ziemi spowodowany nieodpowiednią nawigacją pilota w warunkach VFR, który wysyłał niedokładne raporty o położeniu i nie zidentyfikował lotniska.